# Unter anderen Umständen: Tod eines Stalkers
Tod eines Stalkers ist ein deutscher Fernsehfilm von Judith Kennel aus dem Jahr 2016. Es handelt sich um die zwölfte Folge der Krimiserie Unter anderen Umständen mit Natalia Wörner in der Hauptrolle.

## Handlung
Kommissarin Jana Winter ahnt nicht, dass sie Opfer eines Komplotts werden soll. Ein Unbekannter droht dem in Haft befindlichen Erotikcenter- und Spielhallenkönig Gluseck mit der Ermordung seines Bruders, wenn er nicht dabei mithilft, Kommissarin Winter eine Lektion zu erteilen.
Das Unheil beginnt, als Kommissarin Winter eines Morgens von einem Autofahrer verfolgt wird. Nachdem sie ihren Sohn Leo zur Schule gebracht hat, bedroht sie der Autofahrer sogar. Sie erkennt ihn als Ricky Rehberg, einen Kriminellen, den sie vor einiger Zeit ins Gefängnis gebracht hatte. Jana Winter vertraut sich ihrem engsten Kollegen Matthias Hamm an, der daraufhin Rehberg zur Rede stellt. Dieser erklärt kurzerhand, dass er das Opfer sei und die Kommissarin ihn bedroht habe. Noch am selben Abend wird Jana Winter aus ihrem Haus bis zu einem abgelegenen Schrottplatz gelockt und Rehberg alarmiert den Notruf, weil er angeblich von der Kommissarin verfolgt würde. Als Jana Winter ankommt, findet sie Rehberg erschossen neben seinem Wagen vor. Da sie nichts zu ihrer Verteidigung vorbringen kann und alles gegen sie spricht, wird der unabhängige Ermittler Harald Voss von der Inneren Abteilung hinzugezogen. Voss ermittelt zusammen mit Kommissar Cornelius Brettschneider. Leider kann das Projektil des tödlichen Schusses nicht zur Entlastung helfen, da es aufgrund des Durchschusses bisher nicht gefunden wurde. Dagegen wird eine Patronenhülse am Tatort gefunden, die eindeutig aus der Waffe der Kommissarin stammt. Damit kann auch Kommissariatsleiter Brauner nicht verhindern, dass Jana Winter in Untersuchungshaft gebracht wird. Kommissar Voss übernimmt nun die gesamte Leitung und verbietet Brauner und seinen Leuten jegliche Aktivitäten im Fall Rehberg. Matthias Hamm hält dennoch uneingeschränkt zu seiner Kollegin.
Jana Winter ist klar, dass sie, mit Rehberg als Marionette, in eine Falle gelockt wurde. Da dieser bei Gluseck Spielschulden hatte, die vor kurzem von Rehberg beglichen wurden, erhofft sie sich von Gluseck eine Antwort auf ihre Fragen. Sie kontaktiert ihn in der Justizvollzugsanstalt, wo sie einen in sich ruhenden alten Mann vorfindet, der in der Haft zu Gott gefunden zu haben scheint. Sie kann sich überraschend gut mit ihm unterhalten, dennoch ist sie misstrauisch. Gluseck macht ihr klar, dass diesmal nicht er der Böse ist, sondern dass ein gerissener Psychopath hinter ihr her sei. Wenn sie das Spiel gewinnen wolle, „müsse sie mitspielen“. Mit diesen Worten bereitet er ihre Flucht vor, die er über seine Verbindungen in der JVA eingefädelt hat. Dabei weiß die Kommissarin nicht, dass auch diese Flucht zum Plan des Täters gehört. Denn nun wird sie ganz offiziell von der Polizei gejagt, was ihr Widersacher für seine Ziele nutzen will.
Kommissar Voss stößt bei seinen Recherchen in Rehbergs Notebook auf einen E-Mail-Verkehr, der mit „Winter-Games“ bezeichnet ist und der die Kommissarin entlastet. Überrascht von seiner Entdeckung ruft er Brauner an und will sich mit ihm treffen, doch auf dem Weg dorthin wird er umgebracht und ihm das Notebook entwendet. Sein Assistent Cornelius Brettschneider übernimmt fortan die Leitung und setzt sich gnadenlos auf die Spur der Ausbrecherin, ohne sich weiter um Voss’ Entdeckung zu kümmern. Nur knapp entkommt Jana Winter einem SEK-Einsatz und nimmt Kontakt zu Matthias Hamm auf. Sie trifft sich heimlich mit ihm und beide sind mittlerweile davon überzeugt, dass „der große Unbekannte“ ein Insider sein muss, weil ihm einfach zu viele Details der Polizeiarbeit bekannt sind und er sie daher umgehen und manipulieren konnte.
Von den nicht mehr zugänglichen E-Mails hatte sich der IT-Experte den verschlüsselten Absender notiert. Nach längerem Suchen findet Kommissar Hamm den Namen, der sich hinter der Mailadresse verbirgt und das führt zu einem zehn Jahre alten Fall. Susanne Ahrens hatte damals ihr Baby erstickt, weil sie nach wiederholtem sexuellem Missbrauch ihres Vaters von ihm schwanger war. Jana Winter setzt sich mit der Frau in Verbindung und fragt sie, ob zwischen ihnen noch eine „alte Rechnung offen“ sei, weil sie sich dieses Komplott gegen sie noch immer nicht erklären kann. Susanne Ahrens verneint und erklärt glaubwürdig, dass sie mit sich im Reinen sei. Bei dem Gespräch erfährt die Kommissarin allerdings, dass auch Ahrens’ kleiner Bruder seinerzeit von ihrem Vater missbraucht wurde und der hätte nicht mit dem Ganzen abgeschlossen, sondern es verdrängt und es als Verleumdung hingestellt. So gibt er auch seiner Schwester die Mitschuld daran, dass sein Vater sich im Gefängnis umgebracht hatte. Damit so ein „Justizirrtum“ nie mehr passieren könne, wäre er selbst Polizist geworden. Jana Winter lässt sich ein Bild des Bruders zeigen und erkennt Cornelius Brettschneider. Da er den Namen der Mutter angenommen hatte, wurde von niemandem dieser Zusammenhang erkannt. Zusammen mit Matthias Hamm lockt Jana Winter Brettschneider in eine Falle, sodass er sich selbst verrät und festgenommen werden kann.
Jana Winter begibt sich noch einmal in die JVA und bedankt sich bei Klaus-Dieter Gluseck. Beide waren zum Werkzeug eines Psychopathen geworden.

## Hintergrund
Tod eines Stalkers wurde am 5. Dezember 2016 im ZDF als Fernsehfilm der Woche gesendet.
Der Rollenname Ricky Rehberg wurde schon einmal in der allerersten Folge der Krimiserie verwendet. Seinerzeit als angeblicher Vater des getöteten Säuglings, dieses Mal als der titelgebende Stalker.

## Rezeption

### Einschaltquoten
Die Erstausstrahlung von Tod eines Stalkers am 5. Dezember 2016 im ZDF verfolgten 5,04 Millionen Zuschauer, dies entsprach Marktanteilen von 15,5 Prozent.

### Kritiken
Volker Bergmeister schrieb auf Tittelbach.tv: „Eine wendungs- und spannungsreiche Story, doch die Autoren übertreiben es: Der Krimi wird stellenweise zur Räuberpistole. Wenigstens erreichen Judith Kennel, Regisseurin sämtlicher Filme der Reihe, und ihre Kamerafrau Nathalie Wiedemann Normalform. […] Autor Georgi lässt die Kommissarin in menschliche Abgründe blicken, Regisseurin Judith Kennel schickt sie auf eine emotionale Berg- und Talfahrt. Ein Krimi in leiser Tonart, der den Zuschauer todtraurig zurücklässt.“
Bei der Frankfurter Neue Presse schrieb Ulrich Feld: „Die Geschichte kommt schnell in die Gänge, und Natalia Wörner steht die Rolle der verfolgten Frau sehr gut. Dazu kommt das gute Zusammenspiel nicht nur der Schauspieler vor der Kamera, sondern auch eines temporeichen Drehbuchs mit einer hübschen Verschwörungsgeschichte und einer ruhigen Regie.“
Auch die Kritiker der Fernsehzeitschrift TV Spielfilm werteten positiv und schrieben: „Der ruhige Krimi punktet mit ordentlicher Spannung und Bezügen zu früheren Winter-Fällen.“ Fazit: „Souveräner Krimi aus Schleswiger Provinz.“
Bei der FAZ schrieb Heike Hupertz: „Diesmal […] ist das Drehbuch das große Manko einer mit lauter Anspielungen auf frühere Fälle überkonstruierten Handlung […]. Es dominiert der Wille zur Verästelung.“ Erst am Ende lichtet sich „Der Nebel über Schleswig […], aber nur, um den Blick auf ein Erzähllabyrinth freizugeben, das aus unnötig vielen Sackgassen besteht. Eine konsequent gewählte Abwärtsspirale wäre besser gewesen.“